# BMW N52

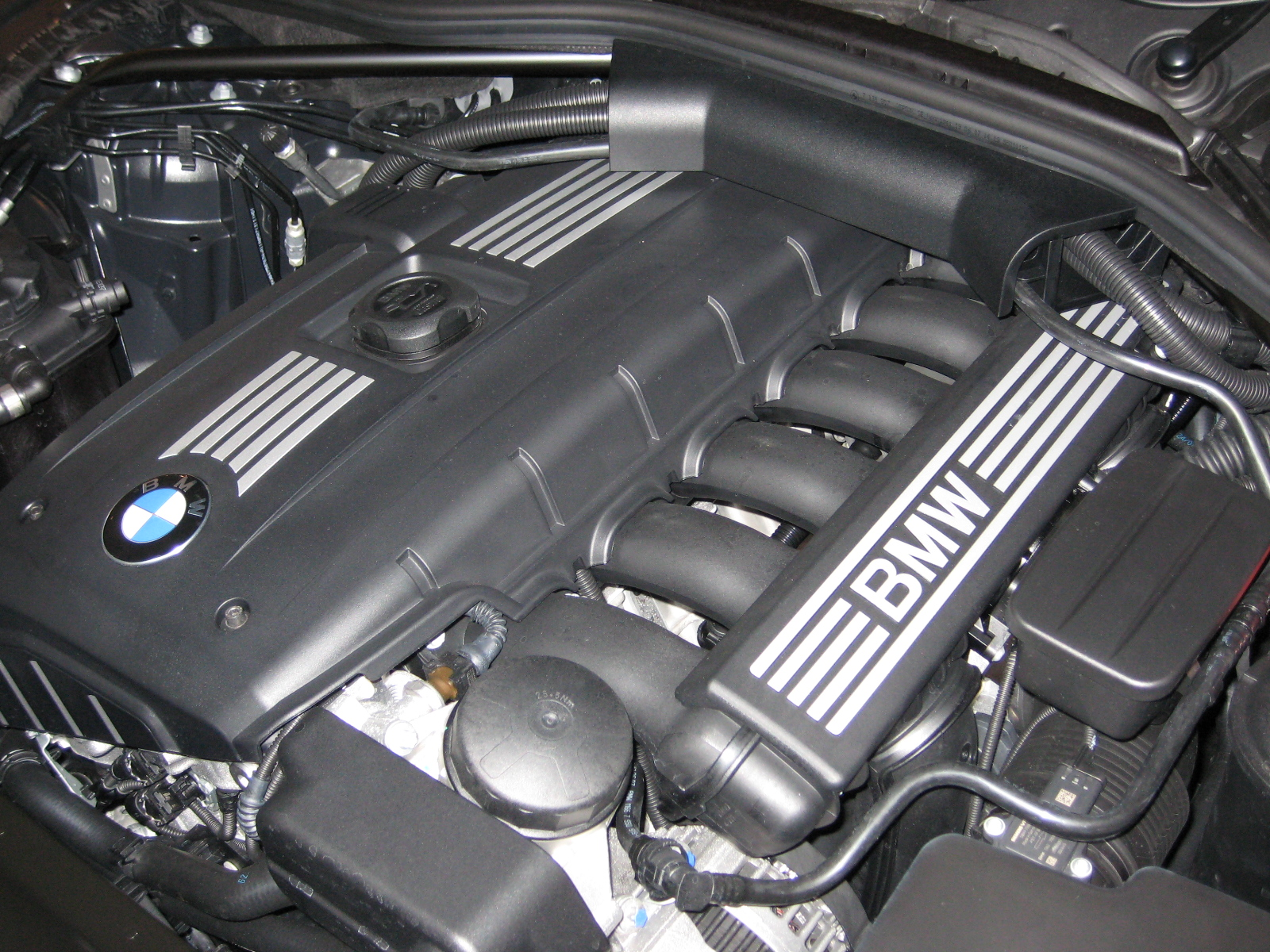
Silnik BMW N52

BMW N52 – 6-cylindrowy rzędowy silnik benzynowy z magnezowo-aluminiową skrzynią korbową i w pełni regulowanym napędem zaworów "Valvetronic" produkowany w wielu wersjach. Silnik ten zadebiutował w 2004 r. w modelu BMW E63.

## N52 - N52B25A (E85 2.5i)
| Liczba cylindrów           | 6                                  |
| Średnica cylindrów         | 82 mm                              |
| Skok tłoka                 | 78,8 mm                            |
| Pojemność                  | 2497 cm3                           |
| Stopień sprężania          | 11,0:1                             |
| Moc maksymalna             | 130 kW (177 KM) przy 5800 obr./min |
| Obroty maksymalne          |                                    |
| Maksymalny moment obrotowy | 230 Nm przy 3500-5000 obr./min     |

## N52 - N52B25A (Z4 E8923i)
| Liczba cylindrów           | 6                                  |
| Średnica cylindrów         | 82 mm                              |
| Skok tłoka                 | 78,8 mm                            |
| Pojemność                  | 2497 cm3                           |
| Stopień sprężania          |                                    |
| Moc maksymalna             | 150 kW (204 KM) przy 6400 obr./min |
| Obroty maksymalne          |                                    |
| Maksymalny moment obrotowy | 250 Nm przy 2750 obr./min          |

## N52 - N52B25A (E85 2.5si)
| Liczba cylindrów           | 6                                  |
| Średnica cylindrów         | 82 mm                              |
| Skok tłoka                 | 78,8 mm                            |
| Pojemność                  | 2497 cm3                           |
| Stopień sprężania          | 11,0:1                             |
| Moc maksymalna             | 160 kW (218 KM) przy 6500 obr./min |
| Obroty maksymalne          |                                    |
| Maksymalny moment obrotowy | 250 Nm przy 2750-4250 obr./min     |

## N52 B30
| Liczba cylindrów           | 6                                  |
| Średnica cylindrów         | 85 mm                              |
| Skok tłoka                 | 88 mm                              |
| Pojemność                  | 2996 cm3                           |
| Stopień sprężania          | 10,7:1                             |
| Moc maksymalna             | 190 kW (258 KM) przy 6600 obr./min |
| Obroty maksymalne          |                                    |
| Maksymalny moment obrotowy | 300 Nm przy 2500...4000 obr./min   |

## N52 - N52B30A (Z4 E8930i,X3F2528iX, 730i F01, F02)
| Liczba cylindrów           | 6                                  |
| Średnica cylindrów         | 85 mm                              |
| Skok tłoka                 | 88 mm                              |
| Pojemność                  | 2996 cm3                           |
| Stopień sprężania          | 10,7:1                             |
| Moc maksymalna             | 190 kW (258 KM) przy 6600 obr./min |
| Obroty maksymalne          |                                    |
| Maksymalny moment obrotowy | 310 Nm przy 2600-3000 obr./min     |

## N52 - N52B30A Z4 E85; E87
| Liczba cylindrów           | 6                                  |
| Średnica cylindrów         | 85 mm                              |
| Skok tłoka                 | 88 mm                              |
| Pojemność                  | 2996 cm3                           |
| Stopień sprężania          | 10,7:1                             |
| Moc maksymalna             | 195 kW (265 KM) przy 6600 obr./min |
| Obroty maksymalne          |                                    |
| Maksymalny moment obrotowy | 315 Nm przy 2750 obr./min          |

## N52N - N52B30A (X5 E70, X3 F25 3.0si; E92 30i)
| Liczba cylindrów           | 6                                  |
| Średnica cylindrów         | 85 mm                              |
| Skok tłoka                 | 88 mm                              |
| Pojemność                  | 2996 cm3                           |
| Stopień sprężania          |                                    |
| Moc maksymalna             | 200 kW (272 KM) przy 6650 obr./min |
| Obroty maksymalne          |                                    |
| Maksymalny moment obrotowy | 315 Nm przy 2750 obr./min          |